# 大阪市出身の人物一覧

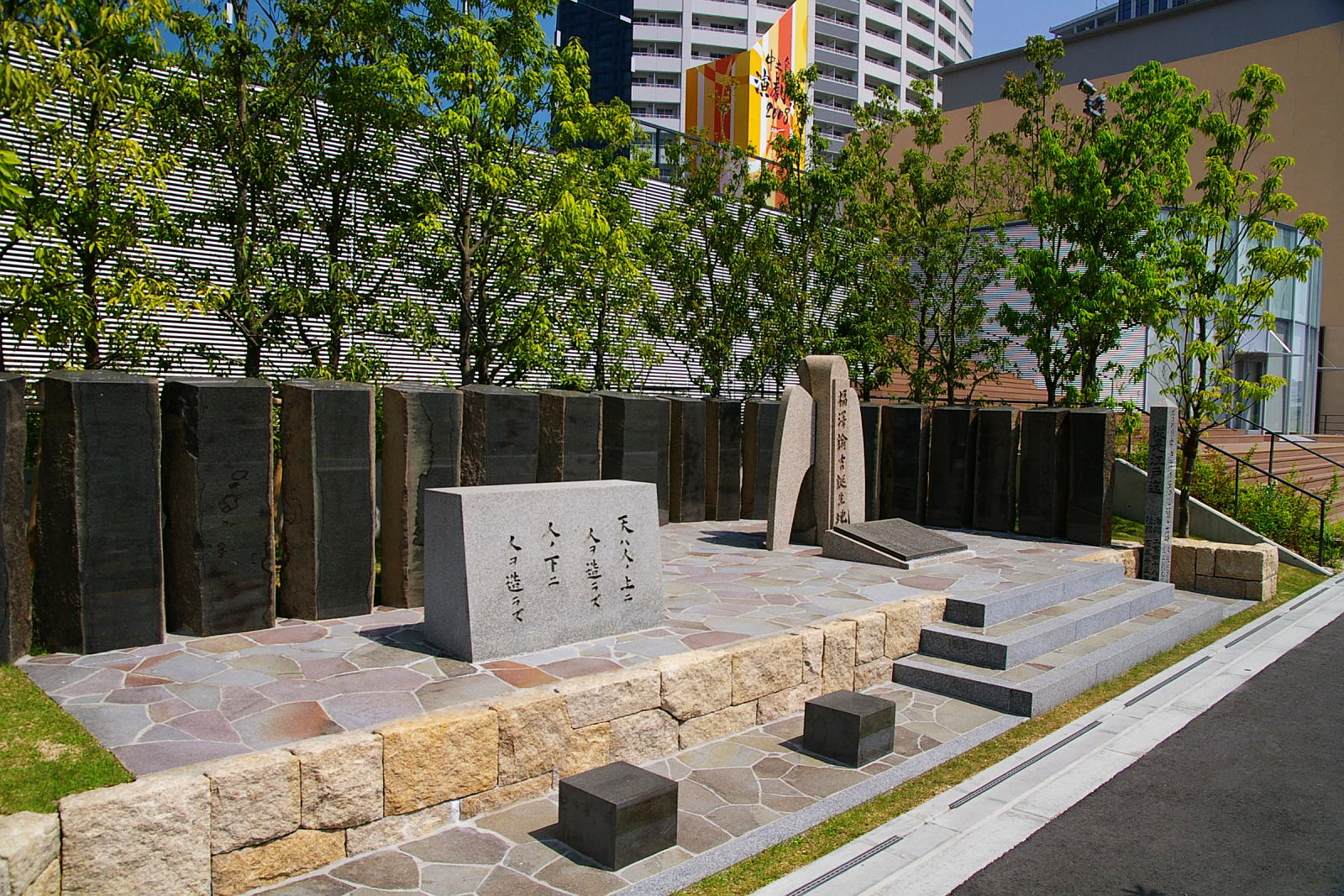
大阪市福島区（ほたるまち）の福澤諭吉生誕の地記念碑

大阪市出身の人物一覧（おおさかししゅっしんのじんぶついちらん）は、大阪府大阪市出身の人物、ゆかりのある人物の一覧である。 
※大阪市にゆかりのある人物は後述。

## 政界・官界
- 赤松良子（第118・119代文部大臣）
- 東龍太郎（第4・5代東京都知事、第3代茨城大学学長[1]）
- 阿部知明（地方公共団体情報システム機構副理事長、総務省自治行政局長）[2]
- 磯村隆文（第16代大阪市長）
- 一谷勇一郎（衆議院議員）
- 大下勝正（第2代町田市長）
- 城福健陽（運輸安全委員会事務局長、京都府副知事）
- 杉村慎治（衆議院議員）
- 關淳一（第17代大阪市長）
- 鶴保庸介（内閣府特命担当大臣（沖縄及び北方対策、科学技術、宇宙政策、クールジャパン戦略、知的財産戦略）・情報通信技術担当大臣〈第3次安倍第2次改造内閣〉、参議院議員）
- 中馬弘毅（内閣府特命担当大臣（規制改革）・行政改革担当大臣・構造改革特区及び地域再生担当大臣〈第3次小泉改造内閣〉）
- 西尾正也（第15代大阪市長）
- 西本伴子（国際労働機関事務局長補）
- 野々村竜太郎（兵庫県議会議員〈1期〉）
- 橋下徹（第52代大阪府知事、第19代大阪市長）
- 李明博（第17代韓国大統領、第32代ソウル特別市長）
- 守島正（衆議院議員、大阪市会議員〈3期〉）
- 美延映夫（衆議院議員、大阪市会議員〈4期〉）
- 杉久武（参議院議員）
- 前田久吉（実業家、参議院議員〈2期〉）
- 松岡徹（参議院議員〈1期〉、大阪市会議員〈3期〉）
- 安岡澄人[3]（第12代農林水産省消費・安全局長）
- 柳本顕（衆議院議員、大阪市会議員〈5期〉）
- 柳本卓治（参議院議員〈1期〉、衆議院議員〈6期〉、大阪市会議員〈3期〉）
- 吉川吉郎兵衛（衆議院議員〈8期〉）

## 財界
- 浅原源七（日産自動車社長）
- 石丸昌宏（京阪ホールディングス社長）
- 岩本栄之助（株式仲買人）
- 大須賀二朗（ダイハツ工業社長・会長）
- 大林芳五郎  (大林組創業者)
- 大東隆行（王将フードサービス社長）
- 角倉護（カネカ社長、日本ソーダ工業会会長）
- 金森茂一郎（近畿日本鉄道社長）
- 鴻池家  (鴻池財閥)
- 鴻池一季（鴻池組会長兼社長）
- 鴻池忠治郎（鴻池組創業者）
- 佐治敬三 （元サントリー会長）
- 真田哲弥（KLab株式会社創業者で取締役会長、サイバード創業者)
- 住友家  (住友財閥)
- 下出義雄（大同製鋼（現・大同特殊鋼）社長、大同工業学校（現：大同大学）設立）
- 立石義雄（オムロン名誉会長、京都商工会議所会頭）
- 鳥井信治郎（サントリー創業者）
- 中内㓛（ダイエー創業者）
- 中嶋克彦（上新電機社長）
- 新田長夫（ニッタ社長）
- 福井俊彦（第29代日本銀行総裁）
- 藤尾政弘（フジオフードシステム創業者）
- 藤田田（日本マクドナルド創業者）
- 藤田優（AmidAホールディングス創業者、ハンコヤドットコム創業者）
- 松田恒次（東洋工業〈現：マツダ〉社長）
- 宮郷彰通（杓子の家会長、厳島神社元総代）
- 村岡慶二（エースコック創業者）
- 矢崎和彦（フェリシモ社長）
- 山本吉兵衛（資生堂社長）
- 吉田直樹（ドン・キホーテ社長、パン・パシフィック・インターナショナルホールディングス社長）
- 吉本吉兵衛（吉本興業創業者）
- 四藤慶一郎（阪神タイガース社長）
- 若林克彦（ハードロック工業創業者、発明家）
- 渡辺銕蔵（東宝社長、政治家）

## 学術
- 赤木昭三（フランス文学者）
- 東孝光（建築家）
- 有馬朗人（物理学者・元文部大臣）
- 安藤忠雄（建築家）
- 生島遼一（フランス文学者）
- 磯部琇三（天文学者）
- 伊藤音次郎（航空機技術者、パイロット、伊藤飛行機研究所設立者）
- 伊藤美奈子（心理学者）
- 井上達夫（法哲学者）
- 上野益三（昆虫学者、陸水学者）
- 牛島信明（スペイン文学者）
- 江崎玲於奈（物理学者）
- 大塩平八郎（陽明学者）
- 大西健丞（社会運動家）
- 岡潔（数学者）
- 小野理子（ロシア文学者）
- 尾上圭介（国語学者）
- 折口信夫（民俗学者）
- 角谷静夫（数学者）
- 加藤栄一（行政学者）
- 鐘ケ江信光（中国語学者）
- 金森順次郎（物理学者）
- 川北稔（歴史学者）
- 木村栄一（ラテンアメリカ文学者）
- 木村蒹葭堂（博物学者）
- 小林俊行（数学者）
- 笹部新太郎（植物学者）
- 佐原真 （考古学者）
- 下定雅弘（古典中国文学者）
- 谷沢永一（書誌学者・評論家）
- 千坂恭二（思想家）
- 筒井嘉隆（動物学者）
- 戸田義郎（経営学者）
- 富永仲基（思想家）
- 永井健治（生物学者）
- 成田龍一（歴史学者）
- 西田龍雄 （言語学者）
- 西田直二郎（歴史学者）
- 西村貞（美術史家）
- 萩原雄祐（天文学者）
- 間重富（天文学者）
- 橋爪紳也（建築史・都市文化論）
- 橋爪節也（美術史家）
- 福井康雄（天文学者）
- 藤枝晃（東洋学者）
- 前田恵一（物理学者）
- 松田卓也（宇宙物理学者）
- 松村達雄（英文学者）
- 丸山眞男（政治学者）
- 宮原秀夫（情報工学者・前大阪大学総長）
- 村上公久（林学者）
- 森浩一 （考古学者）
- 安岡正篤（陽明学者）
- 薮野祐三（政治学者）
- 山根徳太郎 （考古学者）
- 吉岡崇仁（生物地球化学者）
- 脇田修（歴史学者・大阪歴史博物館館長）

## 文化・芸術
- 青木月斗（俳人）
- 秋田實（漫才作家）
- 東元（漫画家）
- 足立源一郎（画家、作家、登山家）
- 跡見花蹊（画家、書家、教育者）
- 有栖川有栖（推理作家）
- 淡路谷佳幸（エイ革職人）
- 生田花朝女 (画家）
- 池田理代子 (漫画家）
- 石川晃治（版画家）
- 稲垣足穂（作家）
- 井上ゆかり（ジャズ・ピアニスト）
- 井原西鶴（作家）
- 今井政之（陶芸家）
- 入江要介（尺八奏者）
- 岩根忍（将棋女流棋士）
- 上田秋成（作家）
- 上田竹翁（著作家、写真研究家）
- 大森一樹（映画監督）
- 岡田誠三（作家）
- 織田作之助（作家）
- 落合真司（作家）
- 小野十三郎（詩人）
- 小田実（作家）
- 大栗裕（作曲家）
- 開高健（作家）
- 角谷一圭（釜師）
- 梶井基次郎（作家）
- 鹿島清兵衛（写真家）
- 桂信子（俳人）
- 金澤洪充（アニメーション演出家）
- 亀田正一（洋画家）
- 河内仙介（作家）
- 川上徹也（コピーライター、作家）
- 川端康成（作家）
- 菊池芳文（画家）
- 木下晃（将棋棋士）
- 金秀吉（映画監督）
- 黒岩重吾（作家）
- 玄月（作家）
- 小石清（写真家）
- 小出楢重（画家）
- 河野多惠子（作家）
- 駒田信二（作家、中国文学者）
- 小松左京（作家）
- 五味康祐（小説家）
- 佐伯祐三（画家）
- 堺屋太一（作家）
- 阪田寛夫（詩人、作家）
- 阪元裕吾（映画監督）
- サトウサンペイ（漫画家）
- 柴崎友香（作家）
- 柴田侑宏（劇作家、舞台演出家）
- 朱川湊人（作家）
- 庄野潤三（作家）
- 司馬遼太郎（作家）
- 須藤秀澤（写真家）
- 曾根純三（映画監督）
- 高井貞二（画家）
- 高橋和巳（作家）
- 高浜愛子（将棋女流棋士）
- 高村薫（作家）
- 滝誠一郎（将棋棋士）
- 武田麟太郎（作家）
- 竹村健一（評論家）
- 伊達康夫（将棋棋士）
- 田中啓文（作家）
- 田辺聖子（作家）
- 旦雄二（映画監督、脚本家、CMディレクター）
- 塚本正治(社会運動家、詩人、シンガーソングライター)
- 筒井康隆（作家）
- 寺口淳治（キュレーター）
- 富岡多恵子（作家）
- 直木三十五（作家）
- 永田文夫（音楽評論家、訳詞家）
- 中村滋延（作曲家）
- 並木鏡太郎（映画監督、脚本家、小説家）
- 西沢5㍉（漫画家、イラストレーター）
- 西本智実（指揮者）
- 野口小蘋（画家）
- 萩原遼（映画監督）
- 服部良一（作曲家、作詞家）
- 花柳幻舟（作家、女優、舞踊家）
- 東野圭吾（作家）
- 福本和也（作家、漫画原作者）
- 松尾昭典（映画監督）
- 丸本大悟（作曲家、編曲家、マンドラ奏者）
- 三島有紀子（映画監督）
- 三田誠広（作家）
- 宮田天風（書家）
- 三好達治（詩人）
- 村上華岳（画家）
- 望月金鳳（画家）
- 森村泰昌（美術作家）
- 森本薫（劇作家、演出家、翻訳家）
- 安井仲治（写真家）
- 八住利雄（脚本家）
- 山崎豊子（作家）
- ゆでたまご（漫画家）
- 梁石日（作家）
- 梁英姫（映画監督）
- 与謝蕪村（画家、俳人）
- 吉田玉男 (初代)（文楽人形遣い）
- 吉原治良（画家）
- 李闘士男（テレビディレクター、映画監督）
- 令丈ヒロ子（児童文学作家）[4]
- 脇謙二（将棋棋士）
- 和久峻三（推理作家）

## 芸能・報道機関
- 相川七瀬（歌手）
- 赤井英和（元プロボクサー・俳優）
- 東愛子（女優）
- 麻生祐未（女優）
- 嵐璃徳（俳優）
- 葵つかさ（女優、アイドル）
- 網秀一郎（NHKアナウンサー、奈良市育ち）
- 石原彩香（モデル、17ライバー）
- 市川荒五郎 (4代目)（俳優）
- 市川荒太郎 (2代目)（俳優）
- 市川荒太郎 (3代目)（俳優）
- 逸見政孝（元フジテレビアナウンサー、タレント）
- 伊藤銀次（ミュージシャン）
- 井上俊次（キーボーディスト、レイジー、ランティス代表取締役社長）
- 岩本乃蒼（日本テレビアナウンサー）
- 大江美智子 (初代)（女優）
- 大岡怪童（俳優）
- 大塚愛（歌手）
- 岡田可愛（女優）
- 岡田圭右（ますだおかだ）
- 岡村隆史（ナインティナイン）
- 乙田東洋司（元落語家、遊戯文芸研究家）
- 尾上桃華（俳優）
- 小野坂昌也（声優）
- 影山ヒロノブ（歌手、JAM Project・レイジー）
- 柏原芳恵（歌手）
- 片岡左衛門（俳優）
- 桂米團治（落語家）
- 桂ざこば（落語家）
- 桂春団治（落語家）
- 桂文枝（落語家）：元・桂三枝。生まれは堺市
- 桂米輔（上方噺家）
- 桂米裕（落語家）
- 門澤清太（フジテレビプロデューサー、尼崎市育ち）
- 金田龍之介（俳優）
- 河合奈保子（歌手）
- 河井ゆずる（お笑い芸人、アインシュタイン）
- 北村一輝（俳優）
- 京マチ子（女優）
- 清原果耶（女優）
- 紅萬子（女優）
- 桑名正博（ミュージシャン、俳優）
- 桑原雅人（お笑い芸人、トット）
- 小籔千豊（喜劇俳優）
- 山茶花究（俳優、芸人）
- 實川延若 (2代目)（俳優）
- 実川延松（俳優、映画監督）
- シリア・ポール（女優・歌手）
- 笑福亭鶴光（落語家）
- 笑福亭鶴瓶（落語家）
- 笑福亭仁鶴（落語家）
- 笑福亭希光（落語家）
- 白倉一成（ミュージカル俳優）
- しんや（芸人）
- 剣太郎セガール（俳優）
- 瀬戸つよし（歌手）
- 曾我廼家五郎八（俳優）
- 粗品（お笑い芸人、霜降り明星）
- 曽根晴美（俳優、映画プロデューサー）
- TAKA（ヒップホップミュージシャン）
- 高崎晃（ギタリスト、LOUDNESS・レイジー）
- 高瀬悠（ミュージカル俳優）
- 高津慶子（女優）
- 多田智佑（お笑い芸人、トット）
- 橘喜久子（女優）
- 田中宏幸（ベーシスト、元LOUDNESS・レイジー）
- 谷晃（俳優、演出家）
- 司みのり（女優）
- 月亭八方（落語家）
- 強（歌手）
- 天龍三郎（浪曲師）
- Mr.アパッチ（大道芸人）
- 戸浦六宏（俳優）
- 毒蝮三太夫（俳優、タレント）
- 中島芽生（日本テレビアナウンサー）
- 中条あやみ（ファッションモデル、女優）
- 中田伸児（漫才師、中田伸江・伸児）
- 中村歌六 (3代目)（俳優）
- 中村鴈治郎 (初代)（俳優）
- 中村芝翫 (4代目)（俳優）
- 二井原実（歌手、LOUDNESS）
- 西野七瀬（女優、元乃木坂46）
- 野田順子（声優）[5]
- 朴悠那（ミュージカル俳優）
- 長谷川季子（女優）
- 濱家隆一（お笑い芸人、かまいたち）
- 林明日香（歌手）
- 遥洋子（タレント、作家）
- 久本雅美（タレント）
- 福田麻貴（お笑い芸人、3時のヒロイン）
- 福盛進也（ジャズ・ドラマー、作曲家、音楽プロデューサー）
- 藤岡茜（タレント、元気象キャスター）
- 藤谷文子（女優）
- 藤山寛美（喜劇俳優）
- ベリーグッドマン（歌手、Rover、HiDEX、MOCAのメンバー全員）
- 堀内孝雄（歌手、アリス）
- 三倉茉奈・佳奈（女優）
- 三井莉穂（ミュージカル俳優）
- サナ（TWICE）
- 三益愛子（女優）
- 宮迫博之（タレント、元雨上がり決死隊）
- 美輪咲月（グラビアアイドル）
- 守田比呂也（俳優）
- 八雲恵美子（女優）
- やしきたかじん（歌手）
- 山口美也子（女優）
- 山田五十鈴（女優）
- 山下晋司（皇室ジャーナリスト、元宮内庁職員）
- 山下昌良（ベーシスト、LOUDNESS）
- 山本富士子（女優）
- 横山裕 （アイドル、SUPER EIGHT）
- よよよちゃん（ものまねタレント）
- 和田アキ子（歌手、タレント）
- 藤井流星(アイドル、WEST.)

## 宝塚歌劇団
- 柚希礼音（元星組トップスター）
- 紅ゆずる（元星組トップスター）
- 和央ようか（元宙組トップスター）
- 未涼亜希（元雪組男役）
- 彩凪翔（元雪組男役）
- 涼紫央（元星組男役）
- ゆかりの小雪（元月組娘役）
- 和音美桜（元宙組娘役）
- 伶美うらら（元宙組娘役）
- 梨花ますみ（月組娘役）
- 羽音みか（月組娘役）

## スポーツ
- 赤野仁美（総合格闘家）
- 阿久田健策（ラグビー選手）
- 浅村栄斗（プロ野球選手）
- 阿部翔太（プロ野球選手）：大正区
- 尼ヶ嵜清吉（力士）
- 飯塚朋子（女子競輪選手）
- 池原シーサー久美子（ボクシング選手）
- 池永玄太郎（ラグビー選手）
- 射手園眞一（野球指導者）
- 伊藤幸男（プロ野球選手）
- 伊藤涼太郎（プロサッカー選手）
- 岩崎峻典（プロ野球選手）
- 薄田周希（ラグビー選手）
- 大坂なおみ（女子プロテニス選手）
- 大畑大介（ラグビー選手）
- 大西一平（ラグビー選手、ラグビー監督）
- 岡仁詩（ラグビー選手、ラグビー監督）
- 岡田彰布（プロ野球選手、阪神タイガース監督）
- 岡田武史（元サッカー日本代表監督）
- 奥本隼士（レーシングドライバー）
- 小野寺在二郎（プロ野球選手）
- 甲斐健太郎（プロサッカー選手）
- 柿谷曜一朗（プロサッカー選手）
- 一意虎風（力士）
- 金城隼平（プロボクサー）：北区
- 金田洋世（ビーチバレーボール選手、女子競輪選手）
- 亀田興毅（ボクシング選手）
- 川辺泰三（プロバスケットボール選手）
- 神田凜星（プロサッカー選手）
- 木下誠（プロバスケットボール選手）
- 久高友雄（プロサッカー選手）
- 国本陸（ボクシング選手）
- 黒井敦史（D1レーサー）
- 黒田博樹（元プロ野球選手）：住之江区
- 桑原拓（プロボクサー）：平野区
- 清宮克幸（ラグビー選手、ラグビー監督）
- 郡山久二（競輪選手）
- 古性優作（競輪選手）
- 呉洸太（ラグビー選手）
- 坂田好弘（ラグビー選手、ラグビー監督）
- 佐々木隆道（ラグビー選手）
- 真田裕継（ラグビー選手）
- 島野愛友利（女子野球選手）
- 島野りーみん（女子競輪選手、ボクシング選手）
- 清水陸哉（プロ野球選手）
- ゼウス（プロレスラー）
- 高橋在人（ラグビー選手）
- 高山優希（プロ野球選手）
- 武内慎（ラグビー選手）:阿倍野区
- 田上奏大（プロ野球選手）
- 千船川浪之助（力士）
- 趙誠悠（ラグビー選手）
- 栂井靖弘（ブーメランプレーヤー）
- 鉄甲宗五郎（力士）
- トトロさつき（プロレスラー）
- 中川茂一（競輪選手）：西淀川区
- 中野幹士（ボクシング選手）
- 中武克雄（競輪選手）：西成区
- 中村紀洋（プロ野球選手）
- 中村拓樹（ラグビー選手）
- 中村由香里（女子競輪選手）
- 名古新太郎（サッカー選手）
- 奈良井翼（プロボクサー）：東淀川区
- 野上友一（ラグビー選手、ラグビー監督）
- 野村和輝（独立リーグ野球選手）
- 野茂英雄（プロ野球選手）
- 萩原周（ラグビー選手）:阿倍野区
- 橋本拓哉（プロバスケットボール選手）
- 原優奈（ボクシング選手）
- 濱将乃介（プロ野球選手）
- 早川怜（スポーツトレーナー）
- 秀島正芳（スポーツトレーナー）
- 深谷力（プロ野球選手）：淀川区
- 平田良介（プロ野球選手）：城東区
- 福本豊（プロ野球選手）
- 藤本京太郎（ボクシング選手）
- 松木平優太（プロ野球選手）：港区
- 松谷秀幸（プロ野球選手、競輪選手）：鶴見区
- 松原聖弥（プロ野球選手）：鶴見区
- 矢野燿大（プロ野球選手）
- 山川力優（ラグビー選手）
- 山本敦輝（ラグビー選手）
- 陽川尚将（プロ野球選手）
- 横山葵海（プロボクサー）：西淀川区
- 大盛穂（プロ野球選手）
- 渡辺了太（サッカー選手）

## 大阪市にゆかりのある著名人
- 板垣退助 ：自由民権運動の指導者。大阪会議に関わった人物。
- 伊藤博文 ：初代内閣総理大臣。大阪会議に関わった人物。
- 井上馨 ：初代外務大臣。大阪会議に関わった人物。
- 岩崎弥太郎 (三菱財閥創業者) 。大阪市の本邸跡には石碑が建てられている。
- 大久保利通 ：明治維新の指導者。初代内務卿 (内務大臣) 。大阪会議に関わった人物。
- 大伴金村（大伴氏の政治家。継体天皇を擁立。晩年は住吉（住吉区）の館に住む。住吉区の帝塚山古墳は大伴金村とその子のものといわれる）
- 応神天皇 ：行宮は大阪市の難波大隅宮 (なにわのおおすみのみや) 。
- 角田信朗 ：格闘家、タレント。大阪市在住。
- 加島屋 ：大阪市の本邸跡には石碑が建てられている。
- 孝徳天皇 ：皇居は大阪市の難波宮。
- 木戸孝允 ：五箇条の御誓文起草に関与し版籍奉還などを首唄。大阪会議に関わった人物。
- 欽明天皇 ：皇居は大阪市の難波祝津宮 (なにわのはふりつのみや) 。
- 久保田権四郎 ：大阪市の高級住宅街である帝塚山に邸宅を構えていた。
- 鴻池家  (鴻池財閥) 。日本生命などの創業に関わり、大阪市の本邸跡は大阪美術倶楽部になっている。
- 五代友厚 ：大阪財界の指導者。大阪会議を斡旋した。大阪市の本邸跡は大阪科学技術館、日本銀行大阪支店になっている。
- 坂上広野 ：平安時代の坂上田村麻呂の子。摂津国平野庄（現・平野区）の領主。平野殿と呼ばれ平野郷の豪商末吉氏の祖となる。
- 島津忠久 ：薩摩藩島津氏の家祖。大阪市の住吉大社で誕生。
- 聖徳太子 ：日本の仏教の祖。難波 (なにわ) に日本最古の官寺である四天王寺 創建。
- 聖武天皇 ：皇居は大阪市の難波宮。
- 神武天皇 ：初代天皇。即位前、上町台地の先端、難波埼 (なにわさき) に生国魂神社、難波大社 創建。
- 末吉孫左衛門 ：朱印船貿易で活躍した人物。
- 住友家  (住友財閥) 。大阪市の本邸は大阪市立美術館などになっている。
- 竹鶴政孝 ：大阪市の高級住宅街である帝塚山に邸宅を構えていた。
- 津守氏 ：住吉大社の歴代宮司の一族。
- 寺田千代乃 ：アート引越センターの創業者の一人であり、関西経済連合会の元副会長。大阪市在住。
- 天王寺屋五兵衛  ：大阪市の本邸跡は、平野屋五兵衛の本邸跡と並び石碑が建てられている。
- 土居通夫 ：明治時代の大阪財界指導者。大阪市の本邸跡は日本銀行大阪支店になっている。
- 仁徳天皇 ：大王と呼称された倭国の首長であり河内王朝の始祖。皇居は大阪市の難波高津宮(なにわのたかつのみや)。
- 渡辺綱（平安時代の嵯峨源氏の武士。源頼光の四天王筆頭で渡辺党の棟梁。現：中央区渡辺付近に住む）
- 安倍晴明（平安時代の陰陽師。摂津国阿倍野（現阿倍野区）で誕生したという説が大和国出身説と共に最有力である。阿倍野区の誕生伝承地には現在、安倍晴明神社がある）
- 良忍（融通念仏の祖。平野に融通念仏の総本山の大念仏寺を建立）
- 福澤諭吉（教育者）：北区生まれ。大分県中津市出身。慶應義塾創立者
- 淀屋 ：大阪市の本邸跡は淀屋の屋敷跡になっている。
- 水木しげる（漫画家）：住吉区生まれ。鳥取県境港市出身。代表作は『ゲゲゲの鬼太郎』
- 谷村新司（元アリス）
- L'Arc〜en〜Ciel - 大阪市で結成された。現在のメンバーは全員他県出身。
- SUPER EIGHT - 関西ジャニーズJr.（当時）のメンバーで結成された。丸山隆平・安田章大以外のメンバーは全員大阪府出身で、横山裕は前述の通り大阪市の出身である。
- DEZERT - ボーカル・千秋が大阪市出身。
- WEST. - 関西ジャニーズJr.（当時）のメンバーで結成された。メンバーの内、 桐山照史･小瀧望も大阪府出身で、藤井流星は前述の通り大阪市の出身である。